# Киркьюбайярклёйстюр
Киркьюбайярклёйстюр (исл. Kirkjubæjarklaustur) — деревня на юге Исландии. Входит в состав муниципалитета Скафтаурхреппюр. Население по состоянию на 2011 год составляет 120 человек.
Первое упоминание датируется 1186 годом. Благодаря красивой природе Киркьюбайярклёйстюр часто посещается туристами; популярна она и среди самих исландцев.